# Pterobryon integrifolium
Pterobryon integrifolium là một loài rêu trong họ Pterobryaceae. Loài này được Hampe ex Besch. mô tả khoa học đầu tiên năm 1894.